# Courbes isoséistes

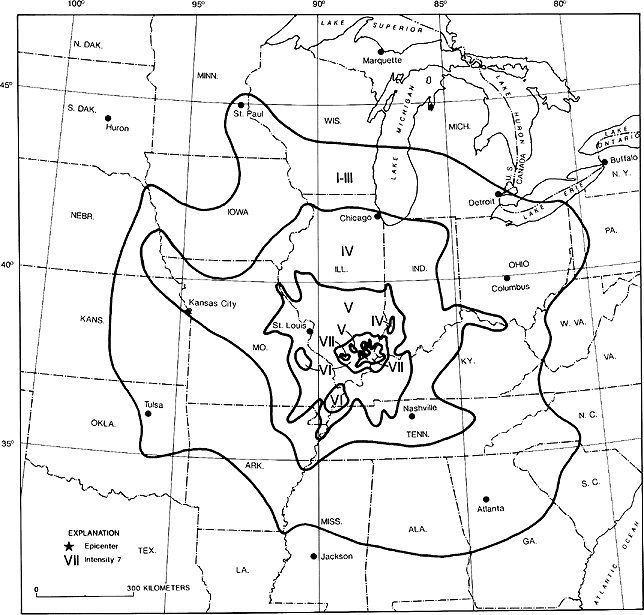
Carte isoséiste du tremblement de terre du 9 novembre 1968 dans l'Illinois.

Les courbes isoséistes représentent les lieux de même intensité sismique sur une carte géographique.
Les isoséistes sont des courbes d'égales intensités sismiques. Les chercheurs déterminent d'abord l'intensité du séisme en différents lieux d'après les dégâts qu'ils observent et les zones de même valeur sont délimitées par des courbes, les isoséistes.
L'épicentre macrosismique du séisme est inclus dans l'aire pléistoséiste qui est, au sein de l'aire macrosismique d'un séisme donné, l'aire définie par la courbe reliant l'ensemble des points de la plus forte valeur d'intensité ressentie.   

Les différentes intensités:
- niveau 3. Ressenti par un petit nombre d’habitants.
- niveau 4. ressenti en général à l’intérieur des maisons, mais par un petit nombre de personnes en plein air ; légères oscillations d’objets ; quelques dormeurs réveillés.
- niveau 5. Il est parfaitement ressenti en plein air ; oscillation comme à bord d’un bateau ; les objets suspendus entrent en oscillation ; quelques balanciers de pendules (suivant la direction des ébranlements) s’arrêtent ; réveil général des dormeurs.
- niveau 6. Provoque la panique ; objets et meubles lourds sont déplacés ; le blanc des plafonds et quelques plâtres tombent ; chute de quelques cheminées en mauvais état.
- niveau 7. De sérieux dégâts peuvent se produire ; les eaux sont troublées ; il se produit des lézardes, des chutes de cheminées ; dans les puits, le niveau de l’eau change.
- niveau 8. les cheminées des maisons tombent.
- niveau 9. Les maisons s'écroulent ; les canalisations souterraines sont cassées.
- niveau 10. Destruction des ponts et des digues ; les rails de chemin de fer sont tordus.
- niveau 11. Les constructions les plus solides sont détruites ; grands éboulements.
- niveau 12. Les villes sont rasées ; bouleversement importants de la topographie.
- niveau 13.